# Thecla atrana
Thecla atrana är en fjärilsart som beskrevs av William Schaus 1902. Thecla atrana ingår i släktet Thecla och familjen juvelvingar. Inga underarter finns listade i Catalogue of Life.